# Балодис, Антонс
Антонс Балодис (латыш. Antons Balodis; 15 января 1880, Ерцени, Лифляндская губерния, Российская империя — 1 января 1942, Молотовская область, РСФСР, СССР) — латвийский государственный, дипломатический и политический деятель, журналист, педагог. Революционер. Министр иностранных дел Латвии (1928—1930).

## Биография
Родился в Ерцени Лифляндской губернии Российской империи (ныне — Стренчский край, Латвия).
В 1900 году окончил учительскую семинарию в Валка, затем учительствовал в Вестиена.
Участник революции 1905 года, был заочно приговорён к смертной казни. В 1906 году эмигрировал в Швейцарию, затем переехал во Францию.
Обучался в университетах Цюриха и Гренобля.
В 1911 году отправился в Баку, где работал преподавателем французского языка, литературным критиком, был вовлечен в жизнь латвийских общественных организаций. Возглавлял комитет беженцев Бакинского латвийского общества.
В 1920 году вернулся в Латвию. Служил в Министерстве иностранных дел: до 1924 года был начальником Балтийского департамента МИДа Латвии.
С июля 1924 года по декабрь 1928 года — посол Латвии в Литве.
С января 1928 года по февраль 1930 года занимал пост министра иностранных дел Латвии в правительстве П. Юрашевскиса.
Затем до 1933 года был послом в Хельсинки (Финляндия). В 1934 году года вышел на пенсию.
После ввода советских войск в Латвию в июне 1941 года был арестован и выслан вглубь СССР. Содержался в Усольлаге в Пермского края, где и умер 1 января 1942 года.

## Награды
- Орден Трёх звёзд II степени
- Ордена Литвы, Люксембурга, Норвегии, Польши, Швеции, Финляндии, Югославии, Эстонии.